# Who is Erin Carter?
Who is Erin Carter? ist eine britische Actionthriller-Miniserie, die von Jack Lothian geschaffen und produziert wurde. Die Serie wurde am 24. August 2023 auf dem Streaming-Dienst Netflix veröffentlicht.

## Inhalt
Die Serie folgt Erin Carter, einer britischen Lehrerin, die mit ihrer Tochter Harper in ein ruhiges Vorstadtleben in Barcelona geflüchtet ist. Als sie während eines Supermarktüberfalls in Notwehr handelt und überraschende Kampffähigkeiten zeigt, beginnen Fragen über ihre wahre Identität aufzukommen. Ihre gewalttätige Vergangenheit droht sie einzuholen, während sie alles versucht, um ihre Familie zu schützen und ihre Geheimnisse zu bewahren.

## Produktion
Produziert wurde sie von Left Bank Pictures, einer Tochtergesellschaft von Sony Pictures Television. Die Dreharbeiten fanden überwiegend in und um Barcelona statt. Die Serie wurde in englischer Sprache produziert, enthält jedoch auch spanische und katalanische Dialoge. Das Drehbuch schrieb Jack Lothian.
Die Serie umfasst insgesamt 7 Episoden und wurde am 24. August 2023 auf der Streaming-Plattform Netflix veröffentlicht.

## Besetzung und Synchronisation
Die deutschsprachige Synchronisation entstand nach den Dialogbuch von Claudia Sander sowie unter der Dialogregie von Holger Wittekindt durch die Synchronfirma EVA Studios Germany GmbH.
| Rolle         | Schauspieler      | Synchronsprecher    |
| ------------- | ----------------- | ------------------- |
| Erin Carter   | Evin Ahmad        | Esra Vural          |
| Jordi         | Sean Teale        | Jeremias Koschorz   |
| Harper        | Indica Watson     | Alma van Cauwelaert |
| Daniel Lang   | Douglas Henshall  | Wolfgang Wagner     |
| Olivia        | Susannah Fielding | Anita Hopt          |
| Penelope      | Charlotte Vega    | Jessica Rust        |
| Emilio        | Pep Ambròs        | Timo Weisschnur     |
| Thomas Ramsey | Ian Burfield      | Bernhard Völger     |